# Farrier Col
Der Farrier Col ist ein eisfreier Bergsattel auf Horseshoe Island vor der Fallières-Küste des Grahamlands auf der Antarktischen Halbinsel. Er liegt zwischen Mount Searle und dem Shoesmith Glacier. Kennzeichnend für den Sattel sind fünf kleine Seen; dies sind im Einzelnen der Rasp Lake, der Pick Lake, der Clincher Lake, der Puller Lake und der Pritchel Lake.
Das UK Antarctic Place-Names Committee benannte ihn im März 2022 im Kontext zur Benennung von Horseshoe Island nach dem englischen Begriff für einen Hufschmied.
Seit 2024 wird ein 40 Hektar großes Areal der Farrier Col als besonders geschütztes Gebiet der Antarktis ASPA-181 ausgewiesen.